# Plaine inondable de la Kennet et de la Lambourn

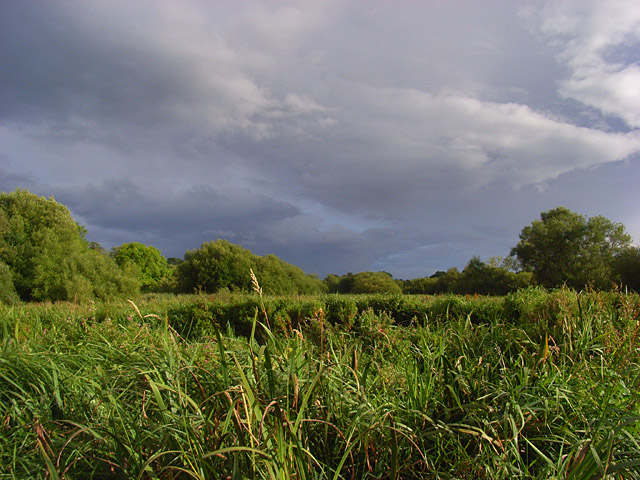
Rack Marsh, une des zones comprises dans le site de la Kennet et Lambourn.

La plaine inondable de la Kennet et de la Lambourn (en anglais : Kennet and Lambourn Floodplain) est un site biologique d'intérêt scientifique spécial d'une superficie de 22,9 hectares situé dans le Berkshire et Wiltshire. Elle fut classée en 1996. Elle comprend sept petites zones séparées, quatre dans la vallée de la Kennet et trois dans la vallée de la Lambourn. Ces zones abritent des populations particulièrement importantes d'escargot spirale de Desmoulin.

## Localisations
- SU316705 51° 25′ 56″ N, 1° 32′ 43″ O
- SU402737 51° 27′ 37″ N, 1° 25′ 17″ O
- SU345687 51° 24′ 57″ N, 1° 30′ 14″ O
- SU435701 51° 25′ 40″ N, 1° 22′ 27″ O
- SU453692 51° 25′ 10″ N, 1° 20′ 55″ O
- SU556655 51° 23′ 07″ N, 1° 12′ 03″ O
- SU450674 51° 24′ 12″ N, 1° 21′ 11″ O

## Sources
- English Nature citation sheet for the site (accessed 16 août 2006)